# Walka Młodych
«Walka Młodych» (рус. Борьба молодых) — общественно-политический еженедельник польской молодежи, выходивший в 1943—1944 годах в Варшаве как конспиративный печатный орган Союза борьбы молодых (Związek Walki Młodych, ZWM), под редакцией Ханны Шапиро-Савицкой («Ганка») и Яна Красицкого.
Издание публиковало документы Союза, прозу, поэзию, сообщения о борьбе против оккупантов.
Выход еженедельного журнала под тем же названием был возобновлён в Люблине в 1944 году, а затем — в Лодзи и Варшаве до 1948 года (один раз в месяц), позже раз в две недели как орган Главного Правления Союза польской молодежи, с 1957 — орган Союза социалистической молодежи, а с 1976 года — орган Союза социалистической польской молодёжи, как общественно-политический еженедельник.
Прекратил деятельность в 1990 году.